# Сараман-Коса
Башня Сараман-Коса (Сарман-Ходжа) (каз. Сараман-Қос мұнарасы) — один из ранних образцов башенных мавзолеев на территории Казахстана, памятник архитектуры XI века. Расположена в Казалинском районе Кызылординской области в 2 км к северо-востоку от села Каукей. Автор сооружения неизвестен.
Башня Сараман-Коса в 1982 году была включена в список памятников истории и культуры республиканского значения и взята под охрану государства. В 1984 году была произведена реставрация.

## Архитектура
Высота сооружения составляет 15 м, диаметр у основания 12 м. Толщина стен у основания достигает 1,6 м. Форма башни Сараман-Коса конусообразная, в плане круглой формы, трёхъярусная. Сараман-Коса построена из сырцового кирпича, облицована квадратным жжёным кирпичом. Первый ярус перекрыт полусферическим куполом. На уровне первого яруса имеется прямоугольный оконный проём, второй ярус также перекрыт куполом, третий ярус — без перекрытия, с двумя окнами с северной и южной стороны. Входной проём разрушен.
Соотношение нижнего диаметра основания и общей высоты находится в пределах 1/2, а высота завершающей части равняется 1/4 высоты сооружения.